# おとうと (1960年の映画)
『おとうと』は、1960年11月1日に公開された日本映画。併映は『鎮花祭』、11月9日より『一本刀土俵入り』と短編アニメ『リスの大逆襲』。
幸田文の同名小説（『おとうと』 中央公論社版）の映画化で、脚本は水木洋子、監督は市川崑。製作・配給は大映（東京撮影所）。宮川一夫により撮影された映像は、映画初の銀残しといわれる手法で現像され、独特の映像美が施されている。

## 受賞
- 第34回キネマ旬報ベスト・テン第1位、日本映画監督賞、スチール・コンテスト選出。
- 第15回毎日映画コンクール日本映画賞、監督賞、主演女優賞、男優助演賞、女優助演賞、撮影賞、美術賞を受賞。
- 第11回ブルーリボン賞作品賞、監督賞、女優主演賞、技術賞、ベストテン第1位。
- 芸術祭賞、日本映画技術撮影賞、照明賞、美術賞、選奨（劇映画部門・ラボ技術＝東京現像所）。
- NHK映画賞監督賞、助演男優賞、撮影賞、ベストテン第1位。シナリオ賞。
- 国民映画賞ベストテン第2位。
- カンヌ国際映画祭フランス映画高等技術委員会賞。
- 昭和35年度芸術祭参加作品。

## 概要
当初は松竹で企画されていたが、その後東京映画に移って田坂具隆が監督する予定があった。しかし此方も実現せず、前々から原作や、原作を基に書かれた水木洋子の脚本に感銘を受けていた市川崑の手に渡ることになる。市川は時間をかけて大映を説得して映画化にこぎ着け、映画冒頭部分に当たる脚本箇所を、水木の了承を得て変更した以外は、一切脚本を弄らないなど、敬意を表した映画作りを行った。ところが撮影終了後の完全試写の際、市川の妻で脚本家でもあった和田夏十が、映画のラストカットに劇伴がないことに異議を唱えた。市川は「音楽なしで終わった方が、姉の孤独感と、生命に対する勇気と心構えが出る」と力説したが和田は譲らず、「映画らしい素直な終わり方にした方がいい。優しく音楽を入れるべきだ」と頑なに主張したため、市川はプロデューサーに頼んで急遽、劇伴を追加収録してダビングをやり直したという。また、本作で一躍知られるようになった銀残しについて、市川は「激動の明治や昭和と違い、大正時代は無風の状態だったと考え、大正という時代の空気の色を、モノクロでもカラーでもない映像で表現してみたかった」と語っている。1976年には、山根成之監督によりリメイクされている。その時はげんを浅茅陽子が、碧郎を郷ひろみが演じ話題になった。

## あらすじ
小説家の娘であるげんは、放蕩者に身を落としている弟、碧郎（へきろう）の世話を甲斐甲斐しく焼いていた。それというのも、父の後妻である厳格なクリスチャンの義母が子供たちを冷淡に扱うからだった。げんはデパートで万引きの疑いをかけられて激昂して帰宅するが、その話を聞いた碧郎は面白がって悪友たちと窃盗に興じるのだった。しかし、ありとある遊戯に現を抜かす弟にげんは時に怒り、時に愛情をもって接する。そんな日々のなかで、碧郎は肺病を病み、再び回復することのない体になっていった。げんは病気が感染することも恐れず、碧郎のそばで生き、その傍らで眠る。弟とおのれの腕をリボンでしっかりと結びつけて。

## キャスト
- げん：岸惠子
- 碧郎：川口浩
- 母：田中絹代
- 父：森雅之
- 署の男：仲谷昇
- 院長：浜村純
- 田沼夫人：岸田今日子
- 中田：土方孝哉
- 刑事と名乗る怪しい男：夏木章…げんにストーカー行為を働いた。
- 鉄工所の息子：友田輝
- その親父：佐々木正時
- 借馬屋：星ひかる
- 馬子：飛田喜佐夫
- 船宿の船頭：伊東光一
- 宮田看護婦：江波杏子
- 分院の看護婦：穂高のり子
- 碧郎の友達A：森矢雄二
- 碧郎の友達B：横山明
- 碧郎の友達C：森一夫
- 碧郎の友達D：篠崎一豊
- 碧郎の友達E：渡辺鉄弥
- 店の女の子：磯奈美枝
- 玉突屋の主人：竹内哲郎
- 役名不明：杉山明、田中三津子、花野富夫、佐山真次、六本木真、網中一郎、佐藤八郎

## スタッフ
- 監督：市川崑
- 製作：永田雅一
- 企画：藤井浩明
- 原作：幸田文
- 脚本：水木洋子
- 音楽：芥川也寸志
- 撮影：宮川一夫
- 照明：伊藤幸夫
- 美術：下河原友雄
- 録音：長谷川光雄
- 編集：中静達治
- 衣装考証：上野芳生
- 色彩技術：田中省三
- 記録：中井妙子
- 助監督：中村倍也
- 製作主任：佐竹喜市
- スチール：薫森良民
- 現像：東京現像所